# Time of Despair
| Оценки критиков | Оценки критиков                                                          |
| Источник        | Оценка                                                                   |
| --------------- | ------------------------------------------------------------------------ |
| Soundi          | 4 из 5 звёзд · 4 из 5 звёзд · 4 из 5 звёзд · 4 из 5 звёзд · 4 из 5 звёзд |

Time of Despair — третий студийный альбом финской готик-метал группы Entwine, выпущенный 20 апреля 2002 года на звукозаписывающем лейбле Spinefarm Records.

## Список композиций
| №                   | Название              | Длительность |
| ------------------- | --------------------- | ------------ |
| 1.                  | «Stream of Life»      | 4:24         |
| 2.                  | «The Pit»             | 3:43         |
| 3.                  | «Nothing Left to Say» | 3:40         |
| 4.                  | «Safe in a Dream»     | 5:58         |
| 5.                  | «Burden»              | 3:51         |
| 6.                  | «Falling Apart»       | 4:44         |
| 7.                  | «Until the End»       | 6:50         |
| 8.                  | «Learn to Let Go»     | 4:26         |
| 9.                  | «Time of Despair»     | 5:25         |
| 10.                 | «Tonight»             | 4:04         |
| 11.                 | «Tears Are Falling»   | 3:54         |
| Общая длительность: | Общая длительность:   | 42:58        |

| №  | Название            | Длительность |
| -- | ------------------- | ------------ |
| 1. | «Tonight»           | 4:04         |
| 2. | «Tears Are Falling» | 3:55         |

## Участники записи

### Состав группы
- Мика Тауриайнен (фин. Mika Tauriainen) — вокал.
- Яани Кяхкёнен (фин. Jaani Kähkönen) — гитара.
- Том Миккола (фин. Tom Mikkola) — гитара.
- Йони Миеттинен (фин. Joni Miettinen) — бас-гитара.
- Аксу Хантту (фин. Aksu Hanttu) — ударные.
- Риитта Хейкконен (фин. Riitta Heikkonen) — клавишные, вокал.
- Саара Хелльстрём (фин. Saara Hellström) — вокал.

## Позиции в чартах
| Чарт (2002)                         | Наивысшая позиция |
| ----------------------------------- | ----------------- |
| Финляндия (Suomen virallinen lista) | 24                |